# Ля-бемоль мажор
Ля-бемоль мажор (A-flat major, As-dur) — мажорна тональність, тонікою якої є звук ля-бемоль. Гама ля-бемоль мажор містить звуки:
ля♭ - сі♭ - до - ре♭ - мі♭ - фа - соль
A♭ - B♭ - C - D♭ - E♭ - F - G.
Паралельна тональність — фа мінор, однойменний мінор — ля-бемоль мінор. Ля-бемоль мажор має чотири бемолі біля ключа (сі-, мі-, ля-, ре-).

## Найвідоміші твори, написані в цій тональності
- Й. С.Бах — Прелюдія і фуга з 1-го та 2-го зошитів ДТК
- Л. Бетховен — 2-а частина «Патетичної» сонати, op.13
- Ф. Шопен «Полонез» As-dur op. 53
- Й. Брамс- 3-я частина 1-ї Симфонії
- Р. Шуман «Карнавал»
- Ф. Ліст «Liebestraum»